# Lowick (Northumberland)
Lowick – wieś w Anglii, w hrabstwie Northumberland. Leży 79 km na północ od miasta Newcastle upon Tyne i 476 km na północ od Londynu. W 2001 miejscowość liczyła 559 mieszkańców.